# 大耳对囊蕨
大耳对囊蕨（学名：Deparia auriculata）也称大耳蛾眉蕨，为蹄盖蕨科对囊蕨属下的一个种。